# Phrygionis amblopa
Phrygionis amblopa là một loài bướm đêm trong họ Geometridae.